# José Melgoza Osorio
José Melgoza Osorio (Coalcomán, Michoacán, 17 de febrero de 1912 - Villa de Álvarez, Colima, 4 de septiembre de 2007). Fue un obispo mexicano, que ejerció la titularidad de las diócesis de Ciudad Valles y de Ciudad Nezahualcóyotl.

## Carrera
José Melgoza Osorio fue ordenado sacerdote el 7 de diciembre de 1938 en Roma para la Arquidiócesis de Xalapa, el 18 de mayo de 1970 el papa Pablo VI lo nombró Obispo de Ciudad Valles, siendo consagrado obispo el 29 de junio del mismo año, fungiendo como su consagrador principal Emilio Abascal y Salmerón, Arzobispo de Xalapa y como co-consagrantes Alfonso Sánchez Tinoco, Obispo de Papantla y Manuel Pío López Estrada Arzobispo emérito de Xalapa.
El 5 de febrero de 1979 el papa Juan Pablo II lo nombró primer obispo de la nueva Diócesis de Netzahualcóyotl, cargo en el que permaneció hasta el 15 de marzo de 1989 cuando le fue aceptada su renuncia canónica al cargo.
Falleció el 17 de febrero de 2007 en la ciudad de Villa de Álvarez, Colima.